# Oligomyrmex diabolicus
Oligomyrmex diabolicus är en myrart som beskrevs av Baroni Urbani 1969. Oligomyrmex diabolicus ingår i släktet Oligomyrmex och familjen myror. Inga underarter finns listade i Catalogue of Life.